# Caballero Alto
Caballero Alto es una torre ubicada en el segundo piso del castillo de Chapultepec. Construida por el arquitecto Joaquín Velázquez en el año 1842, al remodelarse el castillo para albergar al Colegio Militar recibe el nombre de Caballero Alto por ser ese el nombre con que se designaba a las torres de observación en las edificaciones militares, así como también se usaba el término para nombrar a los alumnos de una academia militar. 
Durante la intervención estadounidense en México el castillo estaba ocupado por el Colegio Militar y el Caballero Alto sirvió para desde ahí  observar los movimientos de las tropas invasoras norteamericanas. Tras la toma del castillo y la posterior terminación de la guerra el edificio fue abandonado, siendo habitado de nuevo durante el Segundo Imperio (1864-1867) cuando el emperador Maximiliano lo transforma en residencia imperial. La parte principal del proyecto consistió en la construcción de un nuevo edificio, un alcázar que se edificaría en la explanada alta donde se ubicaba el caballero alto, el cual fue remodelado e incorporado a la nueva construcción. Estas obras fueron encomendadas al arquitecto Ramón Rodríguez Arangoiti
El Caballero Alto vuelve a cobrar importancia el 18 de diciembre de 1876 cuando el general Vicente Riva Palacio, ministro de Fomento del gobierno de Porfirio Díaz, ordena el establecimiento del Observatorio Astronómico, Meteorológico y Magnético, inaugurado el 5 de mayo de 1878. Durante este periodo el ingeniero Ángel Anguiano construye sobre el Caballero Alto una cúpula con basamento de cantera y armazón de hierro cubierto de madera y lona barnizada con el fin de albergar el telescopio principal

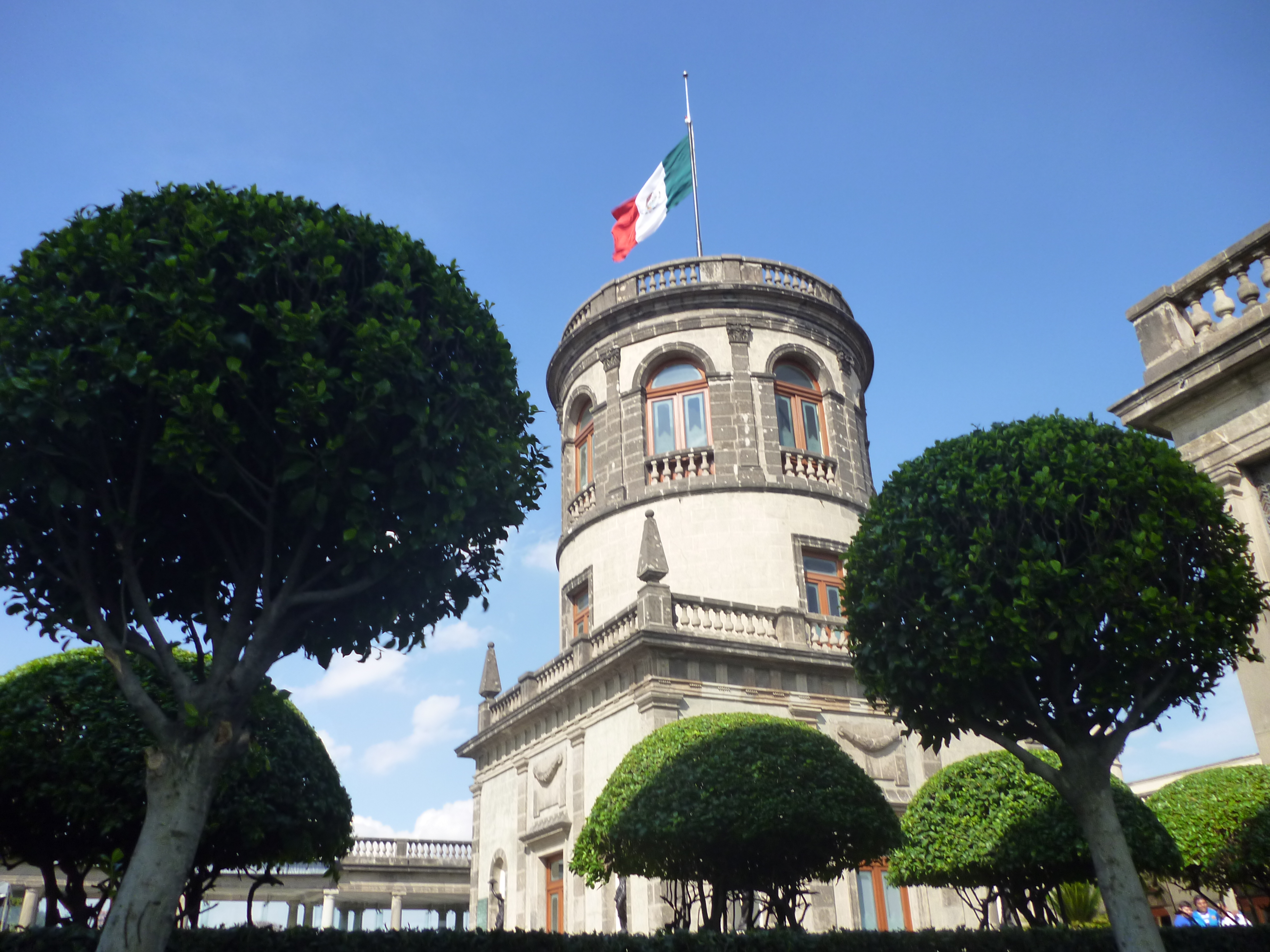
El Caballero Alto visto desde abajo de lado izquierdo

La función del Caballero Alto como observatorio termina en 1883 cuando el observatorio es trasladado a sus nuevas instalaciones en Tacubaya para que el castillo pudiera convertirse de nuevo en la sede del colegio militar así como la residencia veraniega de Porfirio Díaz en 1884. Con la adaptación del alcázar del castillo como residencia presidencial, el Caballero Alto cambia de aspecto: se le retira la cúpula y los barandales de hierro, colocándose en su lugar balaustres y remates esquineros de cantera, asimismo, las cuatro caras de su base son adornadas con figuras escultóricas femeninas que sostienen elementos como una copa llena de flores, los engranes de una maquinaria y un zapapico con restos de minerales, todos los cuales simbolizan el progreso y el desarrollo industrial del país.   